# 夢通りエプロン亭
『夢通りエプロン亭』（ゆめどおりエプロンてい）は、1989年4月10日から同年9月11日までテレビ東京系列局で放送されていたテレビ東京製作のテレビドラマである。放送時間は毎週月曜 19:30 - 20:00 （日本標準時）。
『パパこげてるョ! → 新・パパこげてるョ!』『OH!キッチン家族』と続いた料理ドラマシリーズの第3弾にして、事実上の最終作。それまでと同様に、料理番組を兼ねた内容で放送されていた。

## 出演者
- パパ：関根勤
- ママ：友里千賀子
- このみ：間下このみ
- 塩沢とき